# 拉梅薩山
32°3′50″S 70°9′58″W / 32.06389°S 70.16611°W
拉梅薩山（La Mesa），是阿根廷的山峰，屬於安第斯山脈中拉馬達山脈的一部分，海拔高度6,200米，該地區氣候乾燥，波蘭考察隊在1934年首次登頂。